# Mazyr
Mazyr (en biélorusse : Мазы́р ; en łacinka : Mazyr) ou Mozyr (en russe : Мозырь) est une ville de la voblast de Homiel ou oblast de Gomel, en Biélorussie, et le centre administratif du raïon de Mazyr. Sa population s'élevait à 111 801 habitants en 2017.

## Géographie
Mazyr est située sur la rive droite de la rivière Pripiat, à 127 km au sud-ouest de Homiel ou Gomel. Elle se trouve à une centaine de kilomètres au nord-ouest de Tchernobyl.

## Histoire
Le premier établissement slave à l'origine de la ville apparut au cours du VIIIe siècle, sur la piste Kimborovka. La ville fut mentionnée pour la première fois dans des chroniques en 1155. Au milieu du XIVe siècle, elle passa au Grand-duché de Lituanie. Mazyr subit de fréquents raids des Tatars de Crimée. Le 28 janvier 1577, le roi de Pologne Étienne Báthory accorda l'autonomie urbaine à Mazyr et des armoiries : un bouclier avec la lettre S sur un aigle noir.
Au début du XVIe siècle, la ville comprenait trois parties : le centre avec la prison, les faubourgs à l'extérieur des murs et la place du marché. Après la deuxième partition de la Pologne, en 1793, la ville fut annexée par l'Empire russe. En 1795, elle devint le centre d'un ouïezd du gouvernement de Minsk. Mazyr avait alors une population de 2 000 habitants, qui passa à 6 500 au milieu du XIXe siècle. Des écoles et un poste de télégraphe commencèrent à fonctionner. Au recensement de 1897, la ville dépassait 8 000 habitants, dont 6 531 Juifs. En 1924, Mozyr fut élevée au statut de centre de raïon. De 1938 à 1954, Mazyr fut la capitale de la voblast de Polésie.
Au cours de la Seconde Guerre mondiale, Mazyr fut occupée par l'Allemagne nazie à partir du 22 août 1941. Les Juifs de Mazyr, qui étaient 6 703 en 1939, furent regroupés dans un ghetto avec des Juifs des alentours. Ils furent assassinés, au nombre d'environ 4 500 entre le mois de septembre 1941 et le début de 1942. Les 6 et 7 janvier 1942, environ 1 500 habitants du ghetto, qui avaient survécu à la faim et aux maladies, furent tués dans le village voisin de Bobry. Par ailleurs, un millier d'habitants furent envoyés de force travailler en Allemagne. Des groupes de partisans furent actifs dans la ville pendant l'occupation allemande. Le 14 janvier 1944, Mazyr fut libérée par la 61e Armée soviétique. Dans les années d'après-guerre, Mazyr fut reconstruite. En 1954, la ville fut intégrée à la voblast de Homiel.

## Population

### Démographie
Recensements (*) ou estimations de la population :
| 1850  | 1878  | 1897* | 1907  | 1923* | 1926* | 1939*  | 1959*  |
| ----- | ----- | ----- | ----- | ----- | ----- | ------ | ------ |
| 6 500 | 7 834 | 8 076 | 9 976 | 8 290 | 9 535 | 17 477 | 24 426 |

| 1970*  | 1979*  | 1989*   | 1999*   | 2009*   | 2015    | 2016    | 2017    |
| ------ | ------ | ------- | ------- | ------- | ------- | ------- | ------- |
| 48 803 | 74 463 | 100 524 | 109 800 | 109 784 | 112 493 | 112 003 | 111 801 |

### Nationalités
La ville de Mozyr comptait en 1897 une communauté juive forte de 5 631 personnes (69,7 pour cent de la population) et, en 1939, de 6 703 personnes (38,3 pour cent).
Au début du XXIe siècle, Mazyr comptait 84,6 pour cent de Biélorusses, 10,4 pour cent de Russes, 3,4 pour cent d'Ukrainiens et 0,3 pour cent de Polonais.

## Personnalités
- Guessia Guelfman (1855-1882), révolutionnaire russe.
- Raman Piatrushenka (1980-), kayakiste biélorusse champion olympique (né à Kalinkavitchy).
- Dzianis Harazha (1987-), champion du monde de kayak.
- Artur Litvinchuk (1988-), kayakiste biélorusse champion olympique.
- Ksenia Sitnik (1995-), chanteuse biélorusse, lauréate du Concours Eurovision de la chanson junior.

## Jumelage
La ville est jumelée à :
- Iegorievsk (Russie)
- Severodvinsk (Russie)
- Strakonice (Tchéquie)
- Korosten (Ukraine)
- Khartsyzk (Ukraine)
- Nijyn (Ukraine)